# Olof af Acrel
Olof af Acrel, il "padre della chirurgia svedese" (Österåker, 26 novembre 1717 – Stoccolma, 28 maggio 1806), è stato un chirurgo svedese.
Allievo in Francia di Jean-Louis Petit, fu eletto nel 1746 membro dell'Accademia Reale Svedese delle Scienze e fu direttore generale degli ospedali del regno.